# Phausina
Phausina Simon, 1902 è un genere di ragni appartenente alla famiglia Salticidae.

## Caratteristiche
La più studiata è la specie giavanese P. leucopogon, i cui maschi non superano i 5 millimetri di lunghezza. Il cefalotorace è di colore nero ricoperto di peli rossi, eccettuata la pars cephalica che ha una larga fascia di peli giallognoli. Ai lati è percorso da una striscia ondulata biancastra. L'opistosoma è allungato, nerastro, con la zona dei genitali rossastra e la fascia mediana di colore giallo o bianco. Le prime due paia di zampe sono scure, le altre giallastre e provviste di annulazioni

## Distribuzione
Delle quattro specie oggi note di questo genere, ben tre sono endemiche dello Sri Lanka e una dell'isola di Giava.

## Tassonomia
A dicembre 2010, si compone di quattro specie:
- Phausina bivittata Simon, 1902 — Sri Lanka
- Phausina flavofrenata Simon, 1902[3] — Sri Lanka
- Phausina guttipes Simon, 1902 — Sri Lanka
- Phausina leucopogon Simon, 1905 — Giava